# Partecipanti alla Mont Ventoux Dénivelé Challenges 2023
Elenco dei partecipanti al Mont Ventoux Dénivelé Challenges 2023.
Il Mont Ventoux Dénivelé Challenges 2023 è stata la quinta edizione della corsa. Alla competizione presero parte sedici squadre: sei con licenza UCI World Tour 2023, sette dell'UCI ProTeam e tre UCI Continental Team.
Partenza con 107 ciclisti accreditati.

## Corridori per squadra
Nota: R ritirato, NP non partito, FT fuori tempo, SQ squalificato
| EF Education-EasyPost   | EF Education-EasyPost | EF Education-EasyPost | Cofidis                    | Cofidis                    | Cofidis                    | AG2R Citroën Team      | AG2R Citroën Team      | AG2R Citroën Team      |
| ----------------------- | --------------------- | --------------------- | -------------------------- | -------------------------- | -------------------------- | ---------------------- | ---------------------- | ---------------------- |
| N°                      | Ciclista              | Clas.                 | N°                         | Ciclista                   | Clas.                      | N°                     | Ciclista               | Clas.                  |
| 1                       | Diego Camargo         | 9°                    | 11                         | Jesús Herrada              | 12°                        | 21                     | Alex Baudin            | 35°                    |
| 2                       | Simon Carr            | 3°                    | 12                         | François Bidard            | 50°                        | 22                     | Valentin Retailleau    | 67°                    |
| 3                       | Odd Christian Eiking  | 13°                   | 13                         | Thomas Champion            | 70°                        | 23                     | Paul Lapeira           | 74°                    |
| 4                       | Merhawi Kudus         | 15°                   | 14                         | José Herrada               | 56°                        | 24                     | Valentin Paret-Peintre | 8°                     |
| 5                       | Mark Padun            | 57°                   | 15                         | Harrison Wood              | 30°                        | 25                     | Nicolas Prodhomme      | 16°                    |
| 7                       | Georg Steinhauser     | 17°                   | 16                         | Axel Mariault              | 44°                        | 26                     | Bastien Tronchon       | 76°                    |
|                         |                       |                       | 17                         | Hugo Toumire               | 49°                        |                        |                        |                        |
| Groupama-FDJ            | Groupama-FDJ          | Groupama-FDJ          | Movistar Team              | Movistar Team              | Movistar Team              | Team Arkéa-Samsic      | Team Arkéa-Samsic      | Team Arkéa-Samsic      |
| N°                      | Ciclista              | Clas.                 | N°                         | Ciclista                   | Clas.                      | N°                     | Ciclista               | Clas.                  |
| 31                      | Reuben Thompson       | 34°                   | 41                         | Imanol Erviti              | 92°                        | 51                     | Cristián Rodríguez     | 4°                     |
| 32                      | Lorenzo Germani       | 45°                   | 42                         | Abner González             | 81°                        | 52                     | Maxime Bouet           | 90°                    |
| 33                      | Lars van den Berg     | 19°                   | 43                         | William Barta              | 51°                        | 53                     | C. Champoussin         | 5°                     |
| 34                      | Lenny Martinez        | 1°                    | 44                         | Einer Rubio                | 25°                        | 54                     | Élie Gesbert           | 22°                    |
| 35                      | Rudy Molard           | 28°                   | 45                         | Vinícius Rangel            | 98°                        | 55                     | Kévin Ledanois         | 69°                    |
| 36                      | Clément Davy          | 91°                   | 46                         | Sergio Samitier            | 94°                        | 56                     | Michel Ries            | 48°                    |
| 37                      | Enzo Paleni           | 53°                   | 47                         | Iván Sosa                  | 6°                         | 57                     | Alessandro Verre       | 37°                    |
| Israel-Premier Tech     | Israel-Premier Tech   | Israel-Premier Tech   | Caja Rural-Seguros RGA     | Caja Rural-Seguros RGA     | Caja Rural-Seguros RGA     | TotalEnergies          | TotalEnergies          | TotalEnergies          |
| N°                      | Ciclista              | Clas.                 | N°                         | Ciclista                   | Clas.                      | N°                     | Ciclista               | Clas.                  |
| 61                      | Chris Froome          | 55°                   | 71                         | Julen Amezqueta            | 62°                        | 81                     | Fabien Doubey          | 88°                    |
| 62                      | Michael Woods         | 2°                    | 72                         | Abel Balderstone           | 21°                        | 82                     | Sandy Dujardin         | 79°                    |
| 63                      | Guillaume Boivin      | 61°                   | 73                         | Jhojan García              | 59°                        | 83                     | Alan Jousseaume        | 32°                    |
| 64                      | Domenico Pozzovivo    | 7°                    | 74                         | Mulu Hailemichael          | 38°                        | 84                     | Pierre Latour          | 29°                    |
| 65                      | Matthew Riccitello    | 14°                   | 75                         | Calum Johnston             | 77°                        | 85                     | Julien Simon           | 75°                    |
| 66                      | Stephen Williams      | 58°                   | 76                         | Orluis Aular               | 52°                        | 86                     | Geoffrey Soupe         | 80°                    |
| 67                      | Pau Martí             | 93°                   | 77                         | Josu Etxeberria            | 96°                        | 87                     | Dries Van Gestel       | 97°                    |
| Euskaltel-Euskadi       | Euskaltel-Euskadi     | Euskaltel-Euskadi     | Equipo Kern Pharma         | Equipo Kern Pharma         | Equipo Kern Pharma         | Uno-X Pro Cycling Team | Uno-X Pro Cycling Team | Uno-X Pro Cycling Team |
| N°                      | Ciclista              | Clas.                 | N°                         | Ciclista                   | Clas.                      | N°                     | Ciclista               | Clas.                  |
| 91                      | Asier Etxeberria      | 84°                   | 101                        | Roger Adrià                | 72°                        | 111                    | Niklas Eg              | 42°                    |
| 92                      | Mikel Bizkarra        | 10°                   | 102                        | Jon Agirre                 | 31°                        | 112                    | Jacob Hindsgaul        | 102°                   |
| 93                      | Joan Bou              | 18°                   | 103                        | Pablo Castrillo            | 73°                        | 113                    | Marcus Sander Hansen   | R                      |
| 94                      | Ibai Azurmendi        | 26°                   | 105                        | José Félix Parra           | 27°                        | 114                    | Ådne Holter            | 33°                    |
| 95                      | Unai Cuadrado         | 68°                   | 106                        | Ibon Ruiz                  | 40°                        | 115                    | Magnus Kulset          | 54°                    |
| 96                      | Peio Goikoetxea       | 101°                  | 107                        | Carlos García Pierna       | 36°                        | 116                    | Johannes Kulset        | 11°                    |
| 97                      | Enekoitz Azparren     | FT                    |                            |                            |                            | 117                    | Idar Andersen          | R                      |
| Burgos-BH               | Burgos-BH             | Burgos-BH             | Nice Métropole Côte d'Azur | Nice Métropole Côte d'Azur | Nice Métropole Côte d'Azur | Electro Hiper Europa   | Electro Hiper Europa   | Electro Hiper Europa   |
| N°                      | Ciclista              | Clas.                 | N°                         | Ciclista                   | Clas.                      | N°                     | Ciclista               | Clas.                  |
| 121                     | Pelayo Sánchez        | 23°                   | 131                        | Edouard Bonnefoix          | 87°                        | 141                    | Mateu Estelrich        | 78°                    |
| 122                     | José Manuel Díaz      | 24°                   | 132                        | Tristan Delacroix          | 95°                        | 142                    | Victor Martinez        | 63°                    |
| 123                     | Ángel Madrazo         | 100°                  | 133                        | Maxime Urruty              | 83°                        | 143                    | José María García      | 85°                    |
| 124                     | Daniel Navarro        | 39°                   | 134                        | Jean Goubert               | 82°                        | 144                    | Jose Luis Faura        | 41°                    |
| 125                     | Mario Aparicio        | 47°                   | 135                        | Julian Lino                | 60°                        | 145                    | Xavier Cañellas        | FT                     |
| 126                     | Eric Fagúndez         | 54°                   | 136                        | Andrea Mifsud              | 65°                        | 146                    | José María Martín      | FT                     |
|                         |                       |                       | 137                        | Larry Valvasori            | 89°                        | 147                    | Alex Molenaar          | 43°                    |
| CIC U Nantes Atlantique |                       |                       |                            |                            |                            |                        |                        |                        |
| N°                      | Ciclista              | Clas.                 |                            |                            |                            |                        |                        |                        |
| 151                     | Jordan Jegat          | 46°                   |                            |                            |                            |                        |                        |                        |
| 152                     | Yaël Joalland         | 20°                   |                            |                            |                            |                        |                        |                        |
| 153                     | Léo Danès             | 71°                   |                            |                            |                            |                        |                        |                        |
| 154                     | Maël Guégan           | 66°                   |                            |                            |                            |                        |                        |                        |
| 155                     | Noa Isidore           | 86°                   |                            |                            |                            |                        |                        |                        |
| 156                     | Hubert Grygowski      | 99°                   |                            |                            |                            |                        |                        |                        |